# Jean-Louis Peninou
Jean-Louis Peninou, né le 7 septembre 1942, est un militant anticolonialiste, syndicaliste étudiant et journaliste français, qui a dirigé le quotidien Libération avec la fonction de directeur général de 1987 à février 1995, après avoir rejoint le journal à la fin de l'année 1974, un an et demi après sa création.

## Biographie

### Famille et jeunesse
Né dans une famille de médecins catholiques pratiquants à Bordeaux, Jean-Louis Peninou y effectue ses études secondaires. Peu après sa participation à la manifestation contre le coup d'État du 13 mai 1958 à Alger, il adhère en 1959 au Parti socialiste autonome puis au PSU en 1960, devenant plus tard le secrétaire de la section Sorbonne de ce parti en pleine émergence, qui a créé au moment de sa fondation les ESU, puis son secrétaire national étudiant (1962-1963).

### De Lyon à la Sorbonne
Installé à Lyon pour étudier la sociologie à la rentrée universitaire 1960-1961, il est élu au bureau de l'amicale de Lettres de l'Association Générale des Étudiants de Lyon (UNEF), dans une ville plutôt conservatrice, puis poursuivit ses études à la Sorbonne à Paris l'année universitaire suivante (1961-1962), toujours en sociologie et en sciences économiques, jouant un rôle dirigeant dans le Front universitaire antifasciste (FUA) qui venait de se créer au printemps.

### Le séjour en Algérie
Jean-Louis Peninou fait partie des militants du Front universitaire antifasciste (FUA), fondé en 1961, qui réunit des militants de la gauche de l’UEC mais comprend aussi en son sein un certain nombre d’étudiants du PSU et de la Jeunesse étudiante chrétienne. Son ami Marc Kravetz est chef du service d'ordre du FUA, et organise un grand meeting du mouvement en 1962 réunissant 3000 membres du service d'ordre parmi les étudiants des facultés parisiennes.
Tous deux partent travailler comme enseignants volontaires en Algérie au cours de l’été 1962, juste après l'indépendance du pays. Péninou s'implique encore un peu plus à la rentrée suivante dans le syndicalisme, en prenant la présidence du groupe des étudiants en sociologie en 1962-1963 dans le sillage de son ami Antoine Griset.

### Avec Antoine Griset à la FGEL
À la Sorbonne, il intègre équipe dirigée par Antoine Griset à la direction de la Fédération des groupes d'études de Lettres (FGEL), ce qui l'amène entrer au bureau de la FGEL pour défendre en son nom au congrès de l’UNEF à Dijon, en 1963,  la « voie universitaire », nouvelle stratégie recentrée sur les conditions du travail universitaire. Membre du groupe politique Voie Communiste de 1962 à 1964, il y signe ses articles sous le nom d’« Ergal ». 
La FGEL devient dans ces années le porte-parole d'un certain nombre d'AGE (association générale des étudiants), de Paris comme de province, très réticentes à l'égard de la politique suivie par le Bureau national de l'UNEF. Compte tenu de l'étroitesse des locaux à la Sorbonne, elle se mobilise pour la construction accélérée de l’annexe universitaire de Nanterre, qui prend place en 1965. 

### L'occupation de la Sorbonne le 21 février 1964
Jusqu'à l'été 1963, Jean-Louis Peninou est militant des Étudiants socialistes unifiés (ESU) et ne va intégrer qu'en 1964 le Comité national de l'Union des étudiants communistes (UEC). En novembre 1962, la direction de l'UEC rend public ses différents avec le PCF : l'union entre direction et opposition, au sein de l'UEC, fait gagner à cette organisation de la popularité en Sorbonne, où elle compte déjà près de 500 militants, mais l'espace ouvert par le Front universitaire antifasciste (FUA) est surtout occupé par le CLER, trotskiste, fondé fin 1961 tandis que les Étudiants socialistes unifiés, branche étudiante du PSU, perdent des militants à son détriment au cours de l'année 1962 et du début 1963.
Il milite aussi à la Fédération des groupes d’études de Lettres (FGEL), la plus grande assemblée générale des étudiants à la faculté de lettres de la Sorbonne, au sein de laquelle son ami Antoine Griset a pris la présidence du Groupe des étudiants de sociologie à l’automne 1962, devenant le meneur de la nouvelle orientation, dite « gauche syndicale », qui veut faciliter les mobilisations décentralisées et fédératives, contester à une plus grande échelle la structure et le contenu de l’enseignement universitaire.
Peu après le Congrès de Dijon de l'UNEF du printemps 1963, marqué par l'émergence de « gauche syndicale », la Fédération des groupes d’études de Lettres (FGEL) organise la publication d'un numéro spécial du journal Combat, distribué gratuitement à la Sorbonne par la FGEL au cours de la semaine du lundi 6 au samedi 11 mai 1963. Dans ce numéro spécial, un article d'Antoine Griset, qui est alors encore président de la FGEL, dit qu'il souhaite « éclairer le problème des différentes à tendances dont certains ont voulu voir la naissance » au Congrès de Dijon de l'UNEF du printemps 1963 et reconnait « que bien souvent deux à pôles, regroupant certaines AGE (associations générales d'étudiants, par villes). se sont opposés » mais y voit surtout « deux niveaux de réflexion, certains ayant poussé l'analyse plus que d'autres » et permis de « détruire ce mythe de l'UNEF monolithique ».
Jean-Louis Peninou quitte ensuite le bureau national des Etudiants socialistes unifiés en juillet 1963 et tout le bureau le suivra en février 1964, sur fond de baisse des adhérents, en publiant un tract "pourquoi nous rejoignons l'UEC Sorbonne". Peu après, au début de l'année universitaire 1963-1964, il est élu président de la FGEL. Quatre mois plus tard, Jean-Louis Peninou et son ami Marc Kravetz lancent une occupation de la Sorbonne le 21 février 1964 pour en interdire l'accès à une délégation composée du président de la République italienne et du ministre de l‘Éducation nationale français. Mais sur les 30.000 étudiants de la Sorbonne et ses annexes, seulement 400 participent au meeting organisé la veille à 18 heures et censé empêcher la visite. Le lendemain la FGEL tente de leur en interdire l'entrée mais doivent renoncer face au déploiement de la police.
À partir du 21 janvier 1964, il y a "un reflux et un essoufflement du mouvement étudiant": l'UNEF passe de plus de 100.000 adhérents en 1964-1965 pour 351.000 étudiants, soit plus d'un tiers, à 50.000 adhérents pour 413.000 en 1966-1967, soit moins d'un sur huit. L'échec de l’opération affaiblit la FGEL au sein du monde étudiant, mais sans freiner son ambition. À la fin de l'année universitaire 1963-1964, il reçoit une lettre d'un jeune bachelier de Nîmes, Jean-Marcel Bouguereau, et le fait monter quelques mois après à la vice-présidence de l'UNEF. 
Entre-temps, en juillet 1964, Peninou et son ami Marc Kravetz sont entrés au bureau national du syndicat étudiant, mais pour seulement six mois : tous deux doivent démissionner en janvier 1965. Les partisans d'Alain Krivine tiennent cependant toujours l'UEC Sorbonne à cette époque. En 1965 aussi, Peninou prend la tête d'un bureau « de salut public » de la FGEL pendant quelques mois. 
Lorsque le PCF dissout le secteur Lettres de l'UEC en janvier 1966, Jean-Louis Peninou ne reprend pas sa carte et devient salarié mais reste militant à la tête de la Commission internationale de l’UNEF de 1966 à 1968.

### Mai 68
En mars 1968, il est cofondateur du MAU (Mouvement d’action universitaire) au jour de la naissance du premier de ses deux fils. Le MAU conteste l'UNEF et diffuse un tract-canular annonçant que la Sorbonne ne fera pas passer d’examens. Début mai 1968, il participe à la rédaction du quotidien Action, fondé par un ancien de l'UEC. Le 11 mai, il participe à l'occupation du centre universitaire Censier, puis s'efforce de coordonner les Comités d’action à partir de la Sorbonne et de faciliter le retour de Daniel Cohn-Bendit.

### DesCahiers de maiàLibération
Il rejoint ensuite le cofondateur, Daniel Anselme, du journal Les Cahiers de Mai, qui se consacrent pendant six ans aux luttes ouvrières. Les Cahiers de Mai est un bi-hebdomadaire, a popularisé le reportage social, juste après Mai 68.
Au printemps de 1974, Serge July lui propose de rentrer en équipe au sein de Libération, avec Françoise Filinger et Jean-Marcel Bouguereau, même si lui et son ami Marc Kravetz apprécient peu le ton gauchiste de l'actualité sociale dans ce quotidien.
Journaliste à Libération, il en devient directeur général, fonction qu'il quitte en février 1995. Christian Blanc, Pdg d’Air France, lui propose sans succès d'être son directeur de la communication  : « Je suis journaliste et la communication d’entreprise n’a rien à voir avec mon métier. »,. 
Jean-Louis Peninou écrit ensuite pour divers journaux dont Le Monde diplomatique, voyageant en Afrique et Asie,. Il est aussi chef du service étranger au quotidien Le Matin de Paris. Il prend la parole pour regretter «une certaine frilosité» des groupes français de presse en matière d'information sur Internet.

### Famille
Jean-Louis Peninou est le père de Mao Peninou, né le 20 mars 1968 à Paris, ancien attaché parlementaire de Jean-Christophe Cambadélis, ex-responsable des fichiers des adhérents au Parti socialiste, devenu adjoint au maire de Paris en 2009, chargé de la propreté. Le 30 janvier 2017, au lendemain de la primaire de la Gauche, Mao Péninou demande officiellement au vainqueur Benoit Hamon, qui vient de battre Manuel Valls au second tour, son ralliement à Emmanuel Macron. Mao Peninou a démissionné de son poste d'adjoint au maire le 5 novembre 2018 pour briguer « la tête de liste» LaREM aux élections européennes de juin 2019[réf. nécessaire].